# شیخ زین‌العابدین علی بن فاضل مازندرانی
شیخ زین‌العابدین علی بن فاضل مازندرانی فردی بود که گفته می‌شود در سال ۶۹۹ هجری قمری موفق به دیدار مهدی، امام دوازدهم شیعیان شد. ماجرای جزیره خضرا منتسب به وی است.